# L'ultima corvé
L'ultima corvé (The Last Detail) è un film del 1973 diretto da Hal Ashby, tratto da un romanzo di Daryl Ponicsan ed interpretato da Jack Nicholson, Randy Quaid e Otis Young.

## Trama
Due sottufficiali della marina militare statunitense, Somawsky e Mulhall vengono incaricati di scortare verso il carcere militare di Portsmouth il giovane marinaio Meadows. Questi, condannato a 8 anni di reclusione per aver rubato 40 dollari donati in beneficenza all'associazione della moglie di un ammiraglio, farà breccia nel cuore dei due uomini per la sua natura innocua e disadattata, tanto che i due guardiani decidono di fargli godere un po' la sua gioventù prima di arrivare al carcere per scontare una pena così lunga.

## Critica
Il Mereghetti dà al film 3 stelle su 4

## Accoglienza
Tappa importante nella carriera di Jack Nicholson, il quale vinse il premio per la miglior interpretazione maschile al Festival di Cannes 1974. Fu candidato come miglior attore protagonista ai Premi Oscar 1974, ma la mancata vittoria fu una grande delusione per un ruolo che considerava il suo migliore. Per la sua interpretazione Nicholson fu premiato anche da due associazioni di critici cinematografici statunitensi (National Society of Film Critics e New York Film Critics Circle).
Non fu la sola candidatura Oscar ottenuta dal film. Infatti ne ricevette altre due nelle categorie miglior attore non protagonista (Randy Quaid) e miglior sceneggiatura non originale (Robert Towne, lo stesso di Chinatown). Altre candidature ai Golden Globe: Nicholson per miglior attore di cinema drammatico e Quaid per miglior attore non protagonista nel cinema. Nicholson vinse anche il premio britannico BAFTA per il miglior attore protagonista.

## Riconoscimenti
- 1974 - Premio Oscar
  - Candidatura Miglior attore protagonista a Jack Nicholson
  - Candidatura Miglior attore non protagonista a Randy Quaid
  - Candidatura Migliore sceneggiatura non originale a Robert Towne
- 1974 - Golden Globe
  - Candidatura Miglior attore in un film drammatico a Jack Nicholson
  - Candidatura Miglior attore non protagonista a Randy Quaid
- 1975 - Premio BAFTA
  - Miglior attore protagonista a Jack Nicholson (ex aequo con Chinatown)
  - Migliore sceneggiatura non originale a Robert Towne
  - Candidatura Miglior film
  - Candidatura Miglior attore non protagonista a Randy Quaid
- 1974 - Festival di Cannes
  - Miglior interpretazione maschile a Jack Nicholson
  - Candidatura Palma d'oro a Hal Ashby
- 1974 - New York Film Critics Circle Award
  - Miglior attore protagonista a Jack Nicholson